# Mässkläder

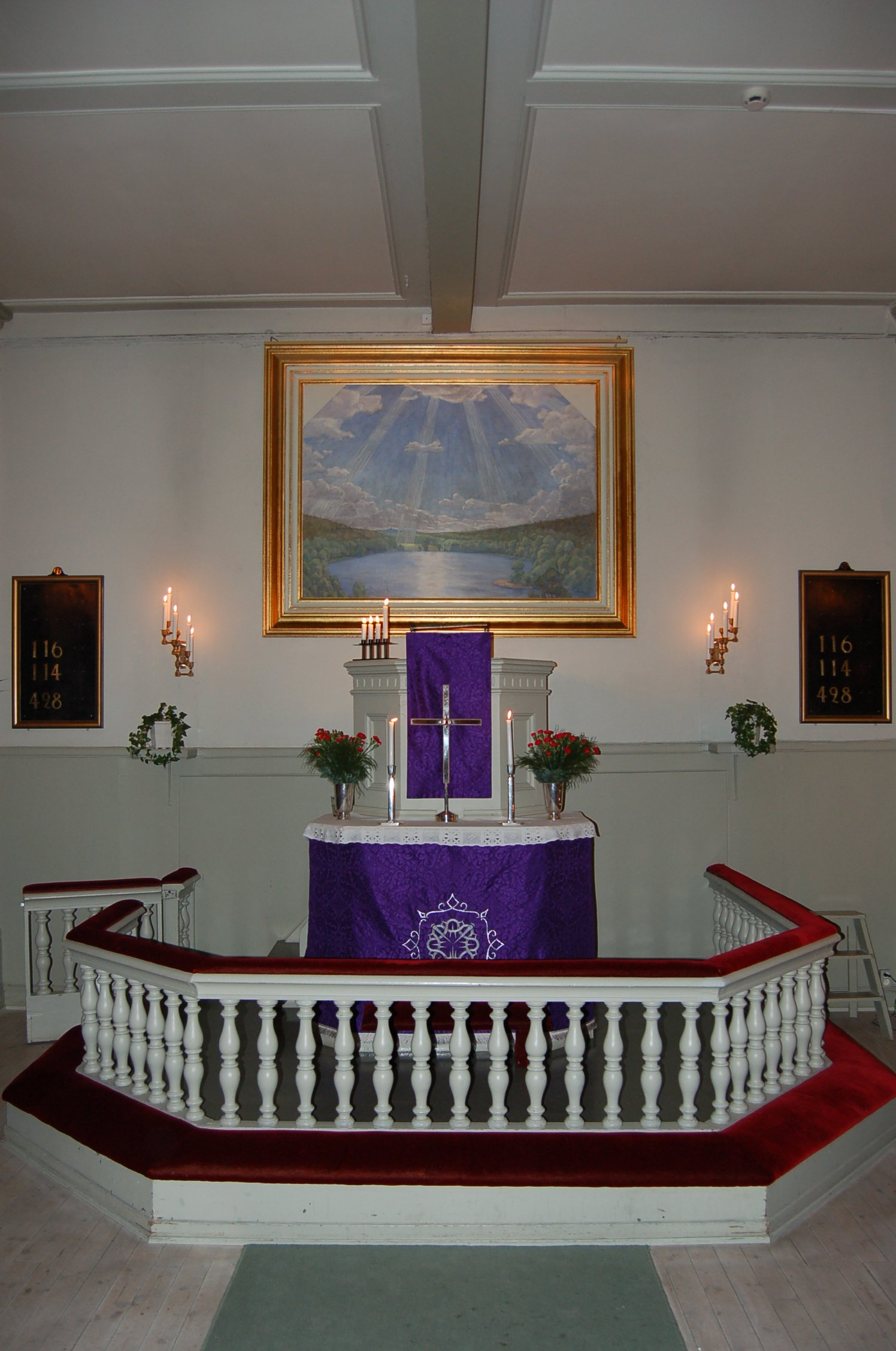
Altaret i Djurgårdskyrkan i Stockholm.

Mässkläder är de tyger som man smyckar kyrkor och speciellt altare med. Dessa tyg är ofta i speciella färger som skiftar över året och har olika betydelser.